# ファンシー・ベルムデス
ファンシー・ベルムデス・チャベス（Fancy Bermudez Chavez、2002年5月27日 - ）は、カナダの女子ラグビー選手。

## プロフィール
- カナダ・エドモントン出身[1]。
- ポジションはスタンドオフ(SO)、ウィング(WTB)、センター(CTB)、フルバック(FB)。
- 身長 162cm、体重 75kg
- 7人制女子カナダ代表に選ばれている[2]。
- 女子カナダ代表に選ばれている。

## 略歴
2024年、2024パリ五輪の7人制女子カナダ代表に選ばれて銀メダル獲得。